# Technika mustierska
Technika mustierska (archeol.) – sposób wykonywania narzędzi krzemiennych. Nazwa tej techniki pochodzi od eponimicznego stanowiska Le Moustier w departamencie Dordogne we Francji.
Cechą charakterystyczną dla tej techniki jest użytkowanie rdzeni dyskoidalnych. Eksploatacja takich rdzeni odbywała się przez odbijanie na jego obwodzie odłupków degrosisażowych. Odłupki te odbijano na jednej tylko stronie (wówczas mamy do czynienia z rdzeniem krążkowym jednostronnym), albo z obu stron – rdzeń krążkowaty dwustronny. Odbijanie odłupków degrosisażowych miało na celu uformowanie powierzchni rdzenia, aby jednym uderzeniem odbić odłupek w formie zbliżonej do trójkąta.